# Бангкокский международный торговый и выставочный центр
Бангкокский международный торговый и выставочный центр (Bangkok International Trade & Exhibition Centre: BITEC) — большой, современный и технологичный конференц-центр в Бангкоке, в районе Бангна, в Таиланде.

## Описание
Центр был открыт в 1997 году. Общая площадь выставочных помещений 50400 км², и общая площадь территории 272000 км². Парковка может разместить 4700 автомобилей.
Помимо торговых выставок, в центре также часто проводятся музыкальные концерты международного уровня. С 1998 года по 2010 года здесь ежегодно проходило международное Motor Show (автошоу и выставка автомобилей), которое теперь проводится в другом выставочном центре IMPACT Arena.
Выставочный центр расположен в 500 метрах от станции Bang Na скоростного надземного метро BTS Skytrain. Конференц-центр и станцую метро соединяет кондиционированный травелатор.

## Галерея

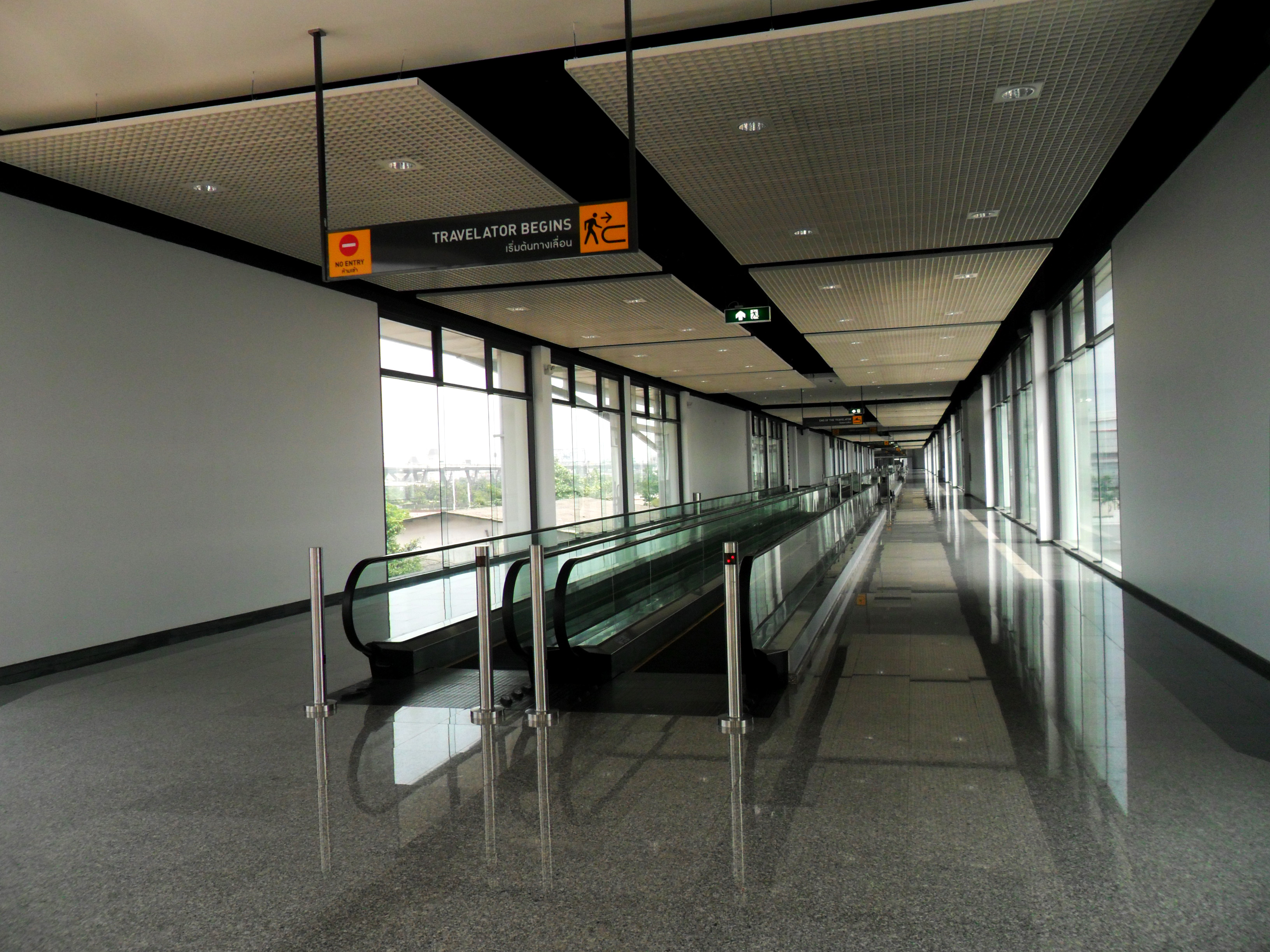
Травелатор.
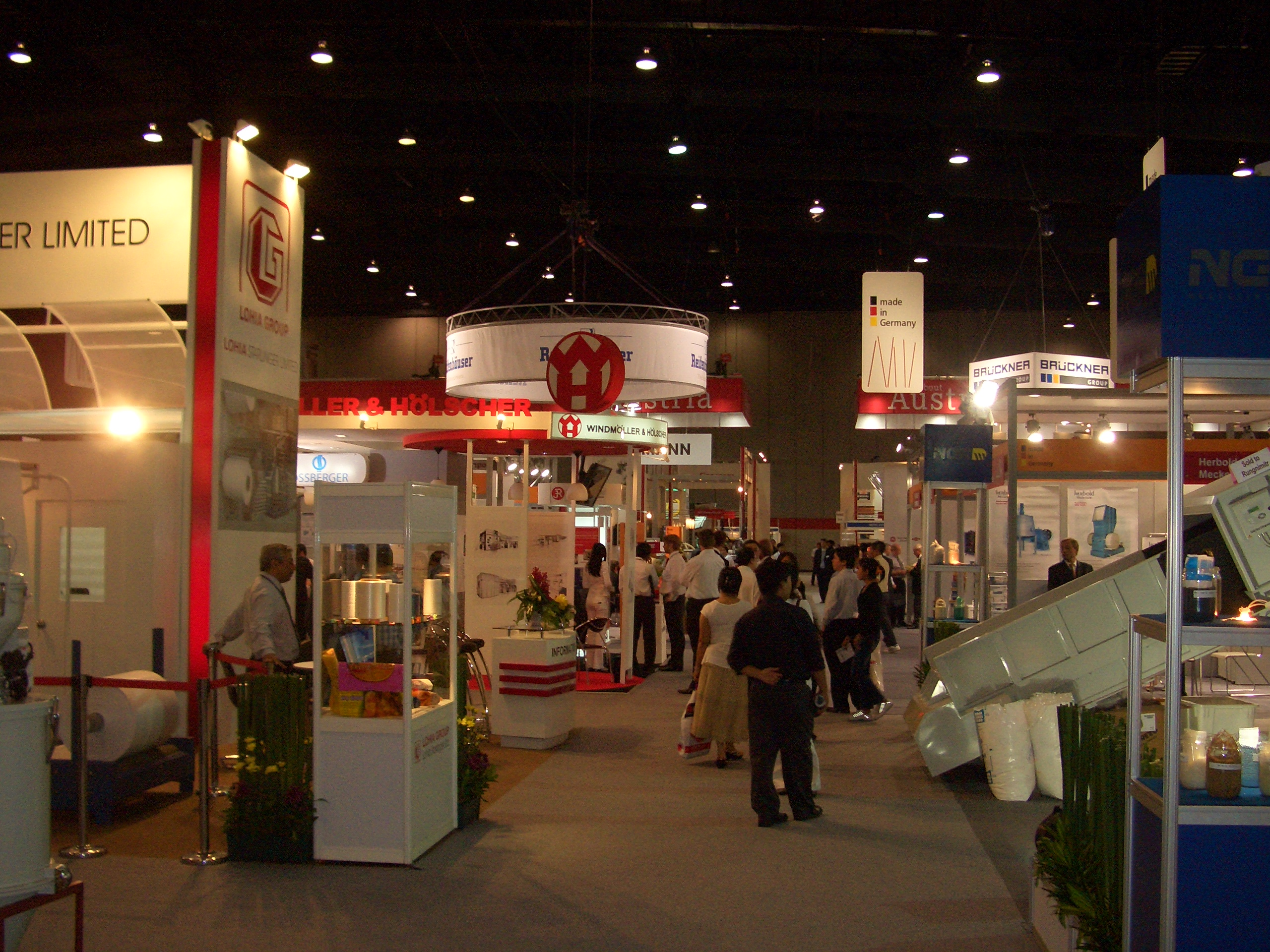
Выставка.